# الرسالة القشيرية
الرسالة القشيرية هي مصنف للإمام أبي القاسم عبد الكريم بن هوازن القشيري الشافعي المتوفى سنة 465 هـ، وهي على أربعة وخمسين باباً وثلاثة فصول.
وهي مجلدان، خصص المجلد الأول من ص61 إلى آخره لتراجم مشائخ التصوف، ابتدأه بهذا العنوان: «فصل في ذكر مشائخ هذه الطريقة وما يدل من سيرهم وأقوالهم على تعظيم الشريعة» ، ثم ذكر تراجم لثلاثة وثمانين شخصاً من كبار زعماء التصوف.

## المخطوطات
من المخطوطات المعتمدة في طبعة دار المنهاج بجدة مخطوطة كتبت سنة 488 هـ، وهي من مقتنيات مكتبة داماد إبراهيم باشا بإسطنبول.

## شروحها
- إحكام الدلالة على تحرير الرسالة، تأليف: القاضي زكريا الأنصاري المتوفى سنة 910 هـ.
- الدلالة على فوائد الرسالة، تأليف: سديد الدين بن محمد عبد المعطي بن محمود بن عبد العلي اللخمي.
- الملا علي القاري في مجلدين.